# Klazz Brothers & Cuba Percussion
Klazz Brothers es un grupo musical formado en 1999 por dos hermanos (Brothers en inglés) músicos alemanes, Tobias Forster (piano) y Kilian Forster (contrabajo en la Orquesta Estatal Sajona de Dresde y la Orquesta Filarmónica de Jazz de Dresde), con Tim Hahn (batería). La palabra Klazz es una mezcla de las palabras Klassik (del alemán 'clásico') y jazz.
Durante un viaje a Cuba, se enamoraron de la música cubana. De su encuentro con músicos de Compay Segundo, tuvieron la idea de combinar su música con ritmos cubanos, y grabaron con dos músicos de estudio, Alexis Herrera Estévez (timbales) y Elio Rodríguez Luis (congas), bajo el nombre Klazz Brothers & Cuba Percussion.

## Miembros
Conformados por los hermanos Tobias y Kilian Foster, así como por Tim Han, The Klazz Brothers al principio fue un trío de músicos jazzistas, pero también con conocimientos de música de concierto. Tobias, el pianista, se graduó del Conservatorio de música de Berlín, donde estudió con Leonard Bernstein. Dentro de su carrera ha interpretado obras de Johann Sebastian Bach, Frédéric Chopin y Franz Liszt. Asimismo pudo trabajar en su improvisación como pianista junto a Cyrus Chestnut y Betty Carter, así como arreglista de la Orquesta Filarmónica de Jazz de Dresde.
Por otro lado, Kilian Foster también egresó del Conservatorio, pero con el contrabajo como instrumento. Permanentemente colabora con la Orquesta Filarmónica de Dresde, y a su vez trabajo con bandas de jazz o dúos con otros músicos académicos. El baterista, Tim Han, tiene estudios académicos en su instrumento, y colabora en diversos ensambles clásicos. También colabora con la European Jazz Collective y es sesionista con cantantes.
Alexis Herrera Estévez es un intérprete de timbales, que procede de Guántanamo y Elio Rodríguez Ruiz interpreta las tumbadoras, y es originario de La Habana. Ambos tenían una trayectoria musical amplia antes de colaborar con Klazz Brothers, con músicos como Compay Segundo, Chucho Valdés, Arturo Sandoval, Alex Acuña, etc.

## Historia de Klazz Brothers & Cuba Percussion
Los hermanos Foster y Han viajaron a Cuba para estudiar los ritmos musicales de la isla caribeña. Esto los apasionó, por lo que decidieron extender sus capacidades musicales, hasta el momento con la música clásica y el jazz, al beat afro-caribeño. Para hacer esto invitaron al timbalista Alexis Herrera Estévez y a Elio Rodríguez Ruiz, en las tumbadoras.

## Discografía
- Classic Meets Cuba (2002)

1. Mambozart (Mozart, Sinfonía No. 40 en Sol menor)
2. Cuban Dance (Brahms, Danza Húngara No 5 en Sol menor, Allegro Vivace)
3. Danzon De La Trucha (Schubert, Quinteto "La Trucha", D 667 en La mayor para piano, violín y contrabajo op 114)
4. Preludio (Bach, Suite para violonchelo No. 1 en Sol mayor, Preludio BWV 1007)
5. Afrolise (Beethoven, Para Elisa, Bagatela para piano)
6. Air (Bach, Air BWV 991 en Do menor)
7. Pathétique I (Beethoven, Sonata n.º 8 en do menor, Op. 13 "Pathétique")
8. Pathétique II (Beethoven, Sonata n.º 8 en do menor, Op. 13 "Pathétique")
9. Pathétique III (Beethoven, Sonata n.º 8 en do menor, Op. 13 "Pathétique")
10. Salsa No. V (Beethoven, Sinfonía n.º 5)
11. Czardas (Monti, Csárdás para violín y piano)
12. Etude (Chopin, Estudio Op. 10, n.º 3)
13. Carmen Cubana (Bizet, Carmen Suite II, "Habanera")
14. Vol du Bourdon (Nikolái Rimski-Kórsakov, “El vuelo del abejorro”, Zar Saltan op. 57 "1900")
15. Guten Abend (Brahms, Guten Abend - Gute Nacht)
16. Anthem (Haydn, Cuarteto de cuerdas en Do mayor op. 76, No. 3 "Cuarteto del Emperador")

- Jazz Meets Cuba (2003)

1. Summertime
2. Mambo Influenciado
3. In A Sentimental Mood
4. Conception
5. Samba Zamba
6. Los Amigos
7. Au Privave
8. So What
9. Dynamita
10. Girl from Ipanema
11. Konga Solo
12. Mondongo
13. Elegia
14. Take Five
15. Summertime [Reprise]

- Mozart Meets Cuba (2005)

1. Guantánameritmo
2. Salzburger Schafferl
3. Calypso Facile
4. Poema Con Cohiba
5. Kubanischer Marsch
6. Afrolero
7. Don Cajon
8. Don Muerte
9. Sonatadur
10. Wenn Son, Danzon
11. Reich Mir Die Hand
12. Tercero De La Noche
13. Yo Siento Mucho
14. Bomba De La Noche
15. Hasta La Vista Mozart (con Lou Bega)
16. Son De Mozart

- Classic Meets Cuba Symphonic Salsa (2005)

1. Cuban Sugar
2. Mambozart
3. El Cisne Triste
4. Hochzeitsmarsch
5. Cinco Salsa
6. Cuban Danube
7. Sueño De Amor
8. Habanera En Habana
9. Kubanischer Tanz
10. Der Mond Ist Aufgegangen
11. Kubanischer Marsch
12. Salsaria
13. Weddingbells
14. Bata March

- Klassik Radio - New Classics II

1. Der Mond ist aufgegangen
2. Sense & Sensibility - Miss Grey
3. Picture This
4. Greensleeves
5. Energy Flow
6. Pavane fis-Moll op.50
7. Kantate BWV 147 "Jesus bleibet meine Freude"
8. Rio Amazonas
9. Back To The Island
10. Cinema Paradiso - Liebesthema
11. Tema para Ana
12. Milonga del Ángel
13. Far From Yesterday
14. Adagio Cantabile from Sonate "Pathétique"

- Classic Meets Cuba Live I (2006)

1. Mambozart
2. Calypso Facile
3. Sueno De Amor
4. Pathétique I
5. Pathétique II
6. Pathétique III
7. Air
8. Preludio
9. Kubanischer Marsch
10. Hasta La Vista Mozart
11. Afrotimba
12. Afrolero

## Bandas sonoras
- Collateral con Tom Cruise (pista Air)[3] y Hitch: especialista en seducción con Will Smith.[4]

## Premios
- Número uno en ventas de música clásica en Amazon.com
- 2003 ECHO KLASSIK AWARD - Categoría “Clásicos sin fronteras”[5]
- 2003 JAZZ AWARD (CD Jazz Meets Cuba)
- 2005 Premios Grammy (Mejor álbum "crossover" clásico)